# Luftkabine
Luftkabine (russisk: Воздушный извозчик) er en sovjetisk film fra 1943 af Gerbert Rappaport.

## Medvirkende
- Mikhail Zjarov som Baranov
- Ljudmila Tselikovskaja som Natasha
- Boris Blinov
- Grigorij Sjpigel som Svellovidov
- Vladimir Gribkov som Kulikov